# Continental jazz
Continental jazz var en musikalsk genre indenfor jazz, der var populær i Europa fra omkring midten af 1920'erne til slutningen af 2. verdenskrig, da bebop overtog scenen. Den var udbredt over det meste af Europa bortset fra Storbritannien, men var centreret omkring Paris.

## Musikere
- Biréli Lagrène
- Django Reinhardt
- Stéphane Grappelli

## Genkomst
I 1990- og 2000'erne fik stilen en genopblomstring, da flere bands i Europa genopdagede den. Særligt bandet Paris Combo er kendt for at have ladet sig inspirere af Continental jazz.

## References
1. ↑  "Continental Jazz genre" (engelsk). Allmusic. Hentet 2007-06-25.

| Musik | Spire Denne musikartikel er en spire som bør udbygges. Du er velkommen til at hjælpe Wikipedia ved at udvide den. |